# Большие Перемерки
Большие Переме́рки — микрорайон Твери, бывшая деревня. Расположен в восточной части города на территории Московского района, вдоль Московского шоссе, на северо-восточной окраине — берег Волги.
Деревня Большие Перемерки получила своё название от слова «перемера» (брод через Перемерский ручей, впадающий в Волгу). Включена в черту города Калинина в 1937 году вместе с деревней Бобачёво.
В 1941 году на территории Больших и Малых Перемерок велись бои. В октябре 1941 года советские части безуспешно пытались отбить Перемерки, а 5 декабря 1941 года 119-я Красноярская стрелковая дивизия в ходе начавшегося контрнаступления форсировала Волгу нанесла сильный удар по немецким частям.
На территории Больших Перемерок находятся промышленная зона «Лазурная», автомобильная ярмарка, городские очистные сооружения и приют для бездомных собак. Жилая зона на территории Больших Перемерок считается экологически неблагополучной, рассматривается вопрос об отселении жителей.
На территории микрорайона расположена исправительная колония ОН-55/1. В колонии действует Храм святителя Спиридона. Настоятелем Храма является протоиерей Владимир Ильин, который в Тверской епархии отвечает за работу с заключёнными.